# Wadsworth, Illinois
Wadsworth är en ort i Lake County i delstaten Illinois, USA.